# Pseudoleskea stellatifolia
Pseudoleskea stellatifolia là một loài Rêu trong họ Leskeaceae. Loài này được (Hampe) Sauerb. mô tả khoa học đầu tiên năm 1880.